# 퍼플맨
퍼플맨(영어: Purple Man)은 마블 코믹스의 슈퍼빌런 캐릭터이다. 본명은 제버다이아 킬그레이브(Zebediah Kilgrave)로 광범위한 마인드컨트롤 능력을 갖고 있다. 데어데블, 루크 케이지의 악당이면서, 제시카 존스의 숙적으로 여겨진다. 1964년 10월 《데어데블》 4호에 처음 등장했고, 스탠 리와 조 올랜도가 공동 창작하였다.
넷플릭스 드라마 《제시카 존스》에서는 '킬그레이브'라는 이름으로 데이비드 테넌트가 역할을 맡았다.

## 담당 배우

### TV 드라마
- 제시카 존스(2015) - 데이비드 테넌트(킬그레이브/케빈 톰슨)

## 담당 성우

### TV 애니메이션
- 엑스맨(1992) - 세드릭 스미스
- 어벤저스: 지구 최강의 영웅들(2010) - 브렌트 스파이너